# Mário Heins
Mário Celso Heins (Guaratinguetá, 19 de agosto de 1954) é um médico cirurgião plástico e político brasileiro filiado ao Partido Democrático Trabalhista (PDT). Ele foi eleito prefeito de Santa Bárbara d'Oeste, no interior de São Paulo, nas eleições municipais no Brasil em 2008 e cumpriu o mandato até o fim de 2012.
Em janeiro de 2012, a revista IstoÉ o classificou como um dos "dez prefeitos que se destacam entre os campeões de irregularidades". Em junho do mesmo ano, Heins foi afastado do cargo de prefeito por pouco mais de um mês por ordem do Tribunal de Justiça de São Paulo (TJSP) para evitar que ele usasse o posto político para corromper provas ou ameaçar testemunhas do processo de corrupção do qual era alvo.

## Carreira política
Mários Heins foi secretário de saúde da administração do prefeito José Adilson Basso (1997-2000) foi afastado do cargo por suspeita de desvio de dinheiro publico, em seguida concorreu ao cargo de deputado federal nas eleições de 2006, não venceu mas obteve 24.490 votos. Nas eleições de 2008, foi eleito prefeito de Santa Bárbara d'Oeste com 51.225 votos.

### Mandato
Para vencer nas urnas, Mario Heins fez alianças com as mais diversas lideranças políticas de seu município. Com todos juntos pôde vencer as eleições sobre o seu antecessor, até então favorito à reeleição. No entanto, após pouco mais de um ano e meio de mandato, seus apoiadores políticos se dividiram quando o vice-prefeito Luís Vanderlei Larguesa liderou um grupo que rompeu com a administração após acusações de corrupção. Em um caso inédito na política barbarense, o presidente do diretório local do PT rompeu com a administração, mas seu partido não. Desde então, Mario Heins foi alvo de diversas denúncias feitas aos meios de comunicação e ao Ministério Público (MP) sobre contratos feitos em seu governo com empresas da região.

## Controvérsias

### Acusações de corrupção
Em janeiro de 2011, Mário Heins foi réu de uma ação cautelar de busca e apreensão de gados em São Félix do Araguaia, no estado do Mato Grosso. Walter de Jorge Paulo Filho, o proprietário da Forty Construção e Engenharia, empresa contratada para serviços de limpeza pela prefeitura de Santa Bárbara d'Oeste, município do qual Heins é prefeito, também é réu no processo. Em setembro de 2010, ao depor para o Ministério Público (MP), Osvaldo Paz Domingues, padrinho de casamento de Mário, sugeriu que cerca de 3,5 mil cabeças de gado, no valor de 2,5 milhões de reais, foram adquiridas por Heins com dinheiro arrecadado, em esquema de propina, da empresa Forty. Mário Heins, em entrevista coletiva à imprensa, negou envolvimento na compra de gados no Mato Grosso e entregou aos jornalistas um processo por roubo de gados movido contra Domingues e que está sendo investigado pela polícia de São Félix do Araguaia.
O Ministério Público entrou na justiça pedindo a condenação de Mário Heins por improbidade administrativa em setembro de 2011, em um esquema de fraudes em licitações que totalizam 19,3 milhões de reais. Mário e outras três pessoas são acusadas pelo MP de enriquecimento ilícito através de contratos assinados entre a administração do município e empresas que fornecem serviços à prefeitura de Santa Bárbara. De acordo com as denúncias, as empresas que concorriam às licitações sabiam que ganhariam antes do fim dos processos administrativos e fraudavam os contratos, o que gerava a propina. O dinheiro gerado na fraude, além de poder ter sido usado na compra de gados no Mato Grosso (ver acima), também teria sido gasto a campanha eleitoral de Karen Heins, mulher do prefeito que disputou uma vaga ao cargo de deputada federal nas eleições de 2010. O processo que o MP move contra Heins cita, por exemplo, 200 mil reais pagos em propina ao prefeito pela empresa de informática Consist, com o intuito de aumentar em cerca 300 mil reais o valor do seu contrato com a prefeitura. Além da empresa citada, a Bucal Help Assistência Odontológica e a Red System Serviços Tecnológicos também têm seus contratos com a prefeitura de Santa Bárbara investigados pelo MP.
Em janeiro de 2012, a revista IstoÉ citou Heins na reportagem "Os fichas-manchadas", que mencionava as acusações de corrupção movidas contra prefeitos de todo o Brasil e que ainda estão sem decisão na justiça. A revista cita as denúncias feitas pelo MP contra Heins e o classifica como um dos "dez nomes que se destacam entre os campeões de irregularidades".

#### Afastamento do cargo de prefeito
No dia 15 de junho de 2012, o Tribunal de Justiça de São Paulo (TJSP) emitiu uma liminar para afastar Heins do cargo de prefeito por 180 dias, com o objetivo de evitar que ele use o posto político para corromper provas ou ameaçar testemunhas do processo de corrupção do qual sofre. Além disso, os bens de Mário, e de outras duas pessoas acusadas de improbidade administrativa, foram bloqueados em caráter preventivo. Entretanto, após após 34 dias de afastamento, o desembargador Paulo Dimas Mascaretti, da seção de direito público do próprio tribunal, suspendeu a decisão até o julgamento de um recurso do prefeito.